# Basket Rimini Crabs 2010-2011
Questa voce raccoglie le informazioni riguardanti il Basket Rimini Crabs, sponsorizzato Immobiliare Spiga, nelle competizioni ufficiali della stagione 2010-2011.

## Verdetti stagionali
- Legadue:	
  - stagione regolare: 3º posto su 16 squadre (bilancio di 19 vittorie e 11 sconfitte);
  - play-off: eliminazione ai quarti di finale dal Veroli Basket (2-3).
- Coppa Italia di Legadue: eliminazione alle semifinali del QRound girone C.

## Stagione
Durante l'estate si registra l'ingresso del nuovo socio Giorgio Corbelli, che acquisisce il 40% delle quote diventando successivamente anche presidente. A capo della società si forma così una sorta di triumvirato composto dallo stesso Corbelli, dalla public company "Rimini Sport" capeggiata da Adriano Braschi (con il 50% delle quote), e dal procuratore Luciano Capicchioni (possessore di un 10% delle quote oltre che del settore giovanile).
Per il ruolo di allenatore Corbelli chiama Attilio Caja, suo tecnico di fiducia, già al suo fianco nelle precedenti esperienze di Milano e Roma. Sotto canestro viene firmato l'esperto Lollis, mentre la guardia è il ventiduenne Roderick proveniente dal campionato austriaco. La casella di comunitario è occupata dall'ex capitano della Virtus Bologna, Dušan Vukčević. Torna anche Demián Filloy, in prestito.
Il 6 novembre, durante la trasferta di Verona, Roderick (che nelle prime sei giornate aveva realizzato 16,8 punti di media in 27 minuti di utilizzo) si infortuna al legamento collaterale mediale del ginocchio destro ed è costretto a fermarsi per circa 40 giorni. Per rimpolpare la rosa viene temporaneamente ingaggiato con un contratto a gettone il macedone Ugrinoski che ha però un ruolo marginale, con due punti totali in due apparizioni.
Il 3 gennaio capitan Scarone termina ufficialmente la sua seconda pluriennale parentesi a Rimini a causa di alcuni contrasti con la società. Al suo posto, nonostante i debiti pregressi e il persistere delle difficoltà economiche, vengono ugualmente chiamati il playmaker Piazza e il lungo Foiera, entrambi provenienti dalla Fulgor Libertas Forlì.
Per quanto riguarda i risultati sportivi, la squadra disputa un campionato positivo stazionando tranquillamente in zona play-off perlopiù per tutta la stagione. Nel frattempo però a preoccupare è la situazione economica della società, che era già difficile da mesi e mesi e che intanto si aggrava sempre più. A febbraio Corbelli dichiara di non vedere alternative alla liquidazione (visti anche alcuni mancati introiti da parte della public company Rimini Sport rispetto al bilancio preventivo) e ad aprile annuncia le dimissioni dalla presidenza.
Al termine della regular season i ragazzi di coach Attilio Caja riescono a centrare il terzo posto in classifica, avendo conquistato 19 vittorie a fronte di 11 sconfitte: una parte di questi successi sono arrivati dai derby contro le altre quattro squadre emiliano-romagnole (Ferrara, Forlì, Imola, Reggio Emilia), confronti tutti vinti sia nel girone di andata che in quello di ritorno.
L'avversario dei biancorossi ai quarti di finale dei play-off è la Prima Veroli. In entrambe le prime due gare Rimini trionfa tra le mura amiche del 105 Stadium, ma il fattore campo viene rispettato anche al palasport di Frosinone dove i giallorossi di casa si portano sul 2-1 e pareggiano poi la serie in gara 4 dopo due tempi supplementari: proprio nel corso di questa partita si fa male Roderick, indisponibile anche per la partita successiva. La stagione dei Crabs finisce al termine della decisiva gara 5, nella quale i ciociari volano in semifinale espugnando il parquet riminese.
Schiacciata dal peso dei debiti, a giugno la società viene dunque messa in liquidazione, anche se successivamente Capicchioni riuscì ad iscrivere i Crabs alla quarta serie nazionale mantenendo intatto lo storico codice di affiliazione alla FIP.

## Organigramma societario
Area dirigenziale
- Presidente: Giorgio Corbelli
- Amministratore delegato: Renzo Vecchiato
- Consigliere: Adriano Braschi

Area comunicazione
- Addetto stampa: Massimiliano Manduchi
- Relazioni esterne: Alessandro Ceccoli

Area sportiva
- General manager: Renzo Vecchiato
- Team manager: Federico Sarti

Area tecnica
- Allenatore: Attilio Caja
- Vice allenatore: Massimo Maffezzoli
- Assistente allenatore: Gabriele Ceccarelli

Area sanitaria
- Medico sociale: Enzo Corbari
- Medico sociale: Gian Marco Pedrazzi
- Preparatore atletico: Marzio Balducci
- Massofisioterapista: Alberto Corbari
- Fisioterapista: Marco Zanobbi
- Massaggiatore: Marco Muccini

## Roster
| Basket Rimini Crabs 2010-2011 | Basket Rimini Crabs 2010-2011 |
| Giocatori                     | Staff tecnico                 |
| ----------------------------- | ----------------------------- |

| N. | Naz.                                               | Ruolo | Nome                 | Anno | Alt.   | Peso   |  |
| -- | -------------------------------------------------- | ----- | -------------------- | ---- | ------ | ------ |  |
| 4  | Stati Uniti (bandiera)                             | AC    | Quadre Lollis        | 1973 | 200 cm | 111 kg |  |
| 7  | Italia (bandiera)                                  | P     | Giovanni Tomassini   | 1988 | 188 cm | 83 kg  |  |
| 9  | Macedonia del Nord (bandiera) · Croazia (bandiera) | PG    | Aleksandar Ugrinoski | 1988 | 191 cm | 90 kg  |  |
| 11 | Italia (bandiera)                                  | PG    | Giovanni Gasparin    | 1991 | 190 cm | 88 kg  |  |
| 12 | Argentina (bandiera) · Italia (bandiera)           | A     | Demián Filloy        | 1982 | 198 cm | 95 kg  |  |
| 15 | Italia (bandiera)                                  | AC    | Francesco Foiera     | 1975 | 207 cm | 103 kg |  |
| 16 | Italia (bandiera)                                  | G     | Giacomo Gurini       | 1984 | 192 cm | 93 kg  |  |
| 18 | Italia (bandiera)                                  | AC    | Giacomo Eliantonio   | 1988 | 206 cm | 100 kg |  |
| 19 | Georgia (bandiera) · Italia (bandiera)             | AC    | Nik'a Met'reveli     | 1991 | 210 cm | 100 kg |  |
| 20 | Serbia (bandiera) · Grecia (bandiera)              | A     | Dušan Vukčević (C)   | 1975 | 200 cm | 88 kg  |  |
| 21 | Italia (bandiera)                                  | P     | Alessandro Piazza    | 1987 | 175 cm | 70 kg  |  |
| 22 | Argentina (bandiera) · Italia (bandiera)           | PG    | Germán Scarone (C)   | 1975 | 190 cm | 86 kg  |  |
| 34 | Stati Uniti (bandiera)                             | G     | Terrence Roderick    | 1988 | 186 cm | 82 kg  |  |

| Allenatore                                                                                             |
| - Attilio Caja                                                                                         |
| Assistente/i                                                                                           |
| - Massimo Maffezzoli - Gabriele Ceccarelli Legenda - (C) Capitano Roster Aggiornato al: 30 giugno 2011 |

## Risultati

### Campionato

#### Stagione regolare

##### Girone di andata
| Arbitri: | Alessandro Terreni Mauro Terreni Calogero Cappello |

|              |          |             |
| Porziņģis 16 | Punti    | 15 Roderick |
| Berti 6      | Assist   | 2 Scarone   |
| Fučka 10     | Rimbalzi | 14 Lollis   |

| Arbitri: | Giovanni Di Modica Roberto Castelluccio Claudio Di Toro |

|            |          |                      |
| Lollis 16  | Punti    | 13 Ndoja             |
| Roderick 5 | Assist   | 2 Boyette, Farabello |
| Filloy 12  | Rimbalzi | 5 Lechthaler         |

| Arbitri: | Maurizio Pascotto Gaetano Perretti Gianluca Gagliardi |

|           |          |                             |
| Gordon 11 | Punti    | 20 Roderick                 |
| Piazza 3  | Assist   | 2 Lollis, Scarone, Vukčević |
| Gordon 8  | Rimbalzi | 13 Lollis                   |

| Arbitri: | Alessandro Terreni Francesco Paronelli Enrico Bartoli |

|            |          |           |
| Scarone 26 | Punti    | 26 Pecile |
| Filloy 5   | Assist   | 4 Elder   |
| Filloy 8   | Rimbalzi | 6 Mobley  |

| Arbitri: | Guido Di Francesco Mauro Moretti Denis Quarta |

|                       |          |                              |
| Roderick 23           | Punti    | 40 Crispin                   |
| Tomassini, Vukčević 4 | Assist   | 2 Bucci, Crispin, Sorrentino |
| Filloy 13             | Rimbalzi | 8 Crispin, Da Ros            |

| Arbitri: | Maurizio Pascotto Calogero Cappello Nicola Ranaudo |

|               |          |                           |
| Abrams 25     | Punti    | 17 Filloy, Gurini, Lollis |
| Abrams 3      | Assist   | 4 Scarone                 |
| Waleskowski 8 | Rimbalzi | 12 Lollis                 |

| Arbitri: | Gianni Caroti Gianluca Calbucci Gianfranco Ciaglia |

|             |          |                |
| Vukčević 22 | Punti    | 21 Clark       |
| Tomassini 4 | Assist   | 5 Clark, Meini |
| Lollis 16   | Rimbalzi | 7 Bryan        |

| Arbitri: | Roberto Pasetto Gaetano Perretti Francesco Di Gianbattista |

|                |          |             |
| Jackson 19     | Punti    | 23 Vukčević |
| Rosselli 4     | Assist   | 6 Vukčević  |
| Kavaliauskas 8 | Rimbalzi | 7 Lollis    |

| Arbitri: | Giovanni Di Modica Andrea Masi Renato Giovanrosa |

|            |          |             |
| Hickman 15 | Punti    | 18 Vukčević |
| Hickman 3  | Assist   | 4 Scarone   |
| Nnamaka 11 | Rimbalzi | 7 Lollis    |

| Arbitri: | Stefano Ursi Corrado Federici Lorenzo Baldini |

|             |          |                 |
| Scarone 16  | Punti    | 21 Whiting      |
| Tomassini 4 | Assist   | 4 Moreno, Prato |
| Lollis 14   | Rimbalzi | 11 Ringström    |

| Arbitri: | Gianni Caroti Francesco Paronelli Dario Morelli |

|                   |          |          |
| Scarone 21        | Punti    | 28 Davis |
| Filloy, Scarone 4 | Assist   | 5 Levin  |
| Roderick 10       | Rimbalzi | 5 Davis  |

| Arbitri: | Alessandro Terreni Mauro Moretti Fabrizio Conti |

|                      |          |                    |
| Marigney 25          | Punti    | 19 Lollis          |
| Bertolazzi, Boykin 3 | Assist   | 3 Vukčević         |
| Boykin 8             | Rimbalzi | 5 Lollis, Roderick |

| Arbitri: | Maurizio Pascotto Nicola Beneduce Roberto Castelluccio |

|                             |          |           |
| Roderick 33                 | Punti    | 25 Smith  |
| Lollis, Scarone, Vukčević 2 | Assist   | 6 Fultz   |
| Filloy 10                   | Rimbalzi | 8 Valenti |

| Arbitri: | Giorgio Provini Calogero Cappello Enrico Bartoli |

|             |          |                  |
| Dickens 22  | Punti    | 29 Roderick      |
| Childress 6 | Assist   | 4 Filloy         |
| Dickens 6   | Rimbalzi | 7 Filloy, Lollis |

| Arbitri: | Roberto Materdomini Claudio Di Toro Lorenzo Baldini |

|                    |          |                  |
| Roderick 26        | Punti    | 20 Harrison, Lee |
| Vukčević 7         | Assist   | 4 Williams       |
| Filloy, Roderick 9 | Rimbalzi | 15 Williams      |

##### Girone di ritorno
| Arbitri: | Guido Di Francesco Gianluca Calbucci Gianluca Gagliardi |

|                      |          |                 |
| Lollis 17            | Punti    | 19 Forte        |
| Eliantonio, Piazza 3 | Assist   | 3 Filloy, Forte |
| Filloy, Lollis 11    | Rimbalzi | 14 Toppo        |

| Arbitri: | Stefano Ursi Eduardo Ciano Nicola Ranaudo |

|                  |          |             |
| Boyette 18       | Punti    | 34 Vukčević |
| Farabello 6      | Assist   | 2 Tomassini |
| Mazzola, Ndoja 6 | Rimbalzi | 11 Roderick |

| Arbitri: | Giovanni Di Modica Calogero Cappello Denis Quarta |

|                     |          |                     |
| Filloy 29           | Punti    | 24 Gordon           |
| Piazza, Tomassini 5 | Assist   | 5 Borsato, Goldwire |
| Filloy 10           | Rimbalzi | 10 Gordon           |

| Arbitri: | Giorgio Provini Nicola Beneduce Gianluca Gagliardi |

|             |          |                     |
| Maggioli 17 | Punti    | 20 Lollis, Roderick |
| Maggioli 3  | Assist   | 2 Filloy, Vukčević  |
| Migliori 7  | Rimbalzi | 10 Roderick         |

| Arbitri: | Alessandro Terreni Francesco Di Gianbattista Gianfranco Ciaglia |

|            |          |                    |
| Crispin 29 | Punti    | 19 Roderick        |
| Crispin 9  | Assist   | 3 Filloy, Vukčević |
| Achara 6   | Rimbalzi | 14 Filloy          |

| Arbitri: | Andrea Masi Roberto Castelluccio Manuel Mazzoni |

|             |          |              |
| Vukčević 23 | Punti    | 18 Jurevičus |
| Piazza 6    | Assist   | 5 Porta      |
| Filloy 14   | Rimbalzi | 6 Renzi      |

| Arbitri: | Giorgio Provini Enrico Bartoli Nicola Ranaudo |

|         |          |                    |
| Slay 29 | Punti    | 12 Vukčević        |
| Clark 4 | Assist   | 4 Piazza, Vukčević |
| Slay 10 | Rimbalzi | 6 Met'reveli       |

| Arbitri: | Maurizio Pascotto Gianfranco Ciaglia Fabrizio Conti |

|           |          |                                 |
| Lollis 21 | Punti    | 20 Jackson                      |
| Piazza 3  | Assist   | 3 Jackson, Rosselli             |
| Filloy 18 | Rimbalzi | 5 Gatto, Kavaliauskas, Rosselli |

| Arbitri: | Roberto Pasetto Corrado Federici Lorenzo Baldini |

|                    |          |            |
| Filloy 17          | Punti    | 14 Fantoni |
| Filloy, Vukčević 3 | Assist   | 3 Hickman  |
| Filloy 16          | Rimbalzi | 11 Nnamaka |

| Arbitri: | Alessandro Terreni Mauro Moretti Manuel Mazzoni |

|            |          |                    |
| Whiting 17 | Punti    | 23 Vukčević        |
| Whiting 5  | Assist   | 4 Piazza, Vukčević |
| Bruttini 7 | Rimbalzi | 7 Filloy           |

| Arbitri: | Maurizio Pascotto Roberto Materdomini Renato Giovanrosa |

|             |          |             |
| Levin 21    | Punti    | 21 Vukčević |
| Hunter 6    | Assist   | 3 Vukčević  |
| Radulović 8 | Rimbalzi | 10 Roderick |

| Arbitri: | Gaetano Perretti Gianni Caroti Nicola Beneduce |

|             |          |                         |
| Vukčević 22 | Punti    | 19 Marigney, Simoncelli |
| Piazza 3    | Assist   | 6 Marigney              |
| Lollis 11   | Rimbalzi | 10 Boykin, Marigney     |

| Arbitri: | Alessandro Terreni Enrico Bartoli Francesco Paronelli |

|                                |          |            |
| Robinson, Slanina 19           | Punti    | 18 Lollis  |
| Frassineti, Slanina, Valenti 1 | Assist   | 5 Vukčević |
| Chiacig 11                     | Rimbalzi | 9 Filloy   |

| Arbitri: | Roberto Pasetto Renato Giovanrosa Antonio Migotto |

|             |          |            |
| Vukčević 16 | Punti    | 10 Dickens |
| Vukčević 7  | Assist   | 2 Zanelli  |
| Filloy 14   | Rimbalzi | 6 Ianes    |

| Arbitri: | Giovanni Di Modica Fabrizio Conti Nicola Ranaudo |

|                    |          |                       |
| Lee 13             | Punti    | 21 Roderick           |
| Harrison, Mathis 3 | Assist   | 2 Tomassini, Vukčević |
| Rinaldi 7          | Rimbalzi | 12 Filloy             |

#### Play-off
| Arbitri: | Stefano Ursi Roberto Pasetto Manuel Mazzoni |

|                               |          |                   |
| Vukčević 22                   | Punti    | 23 Jackson        |
| Piazza, Roderick, Tomassini 3 | Assist   | 2 Gatto, Rosselli |
| Filloy 12                     | Rimbalzi | Brkic 10          |

| Arbitri: | Alessandro Terreni Giovanni Di Modica Gianni Caroti |

|             |          |                     |
| Roderick 12 | Punti    | 14 Rullo            |
| Filloy 4    | Assist   | 2 Jackson, Rosselli |
| Foiera 7    | Rimbalzi | 8 Rossetti          |

| Arbitri: | Giorgio Provini Mauro Moretti Andrea Masi |

|            |          |                      |
| Jackson 19 | Punti    | 16 Vukčević          |
| Penn 4     | Assist   | 2 Roderick, Vukčević |
| Rosselli 7 | Rimbalzi | 7 Piazza             |

| Arbitri: | Stefano Ursi Gaetano Perretti Gianfranco Ciaglia |

|            |          |                   |
| Jackson 35 | Punti    | 21 Filloy, Lollis |
| Penn 4     | Assist   | 4 Piazza          |
| Brkic 8    | Rimbalzi | 14 Filloy         |

| Arbitri: | Guido Di Francesco Roberto Materdomini Francesco Di Gianbattista |

|             |          |                   |
| Vukčević 19 | Punti    | 21 Gatto, Jackson |
| Vukčević 6  | Assist   | 4 Penn            |
| Lollis 8    | Rimbalzi | 9 Rossetti        |